# شاپرک روحی بال آبی
شاپرک روحی بال آبی (نام علمی: Abantiades hydrographus) نام یک گونه از سرده آبانتیادس است.